# Толбаєво
Толба́єво (рос. Толбаево, чув. Тулпай) — присілок у складі Козловського району Чувашії, Росія. Входить до складу Карачевського сільського поселення.
Населення — 7 осіб (2010; 17 у 2002).
Національний склад:
- чуваші — 94 %